# Lobocheilos cornutus
Lobocheilos cornutus är en fiskart som beskrevs av Smith, 1945. Lobocheilos cornutus ingår i släktet Lobocheilos och familjen karpfiskar. Inga underarter finns listade i Catalogue of Life.